# Shusui

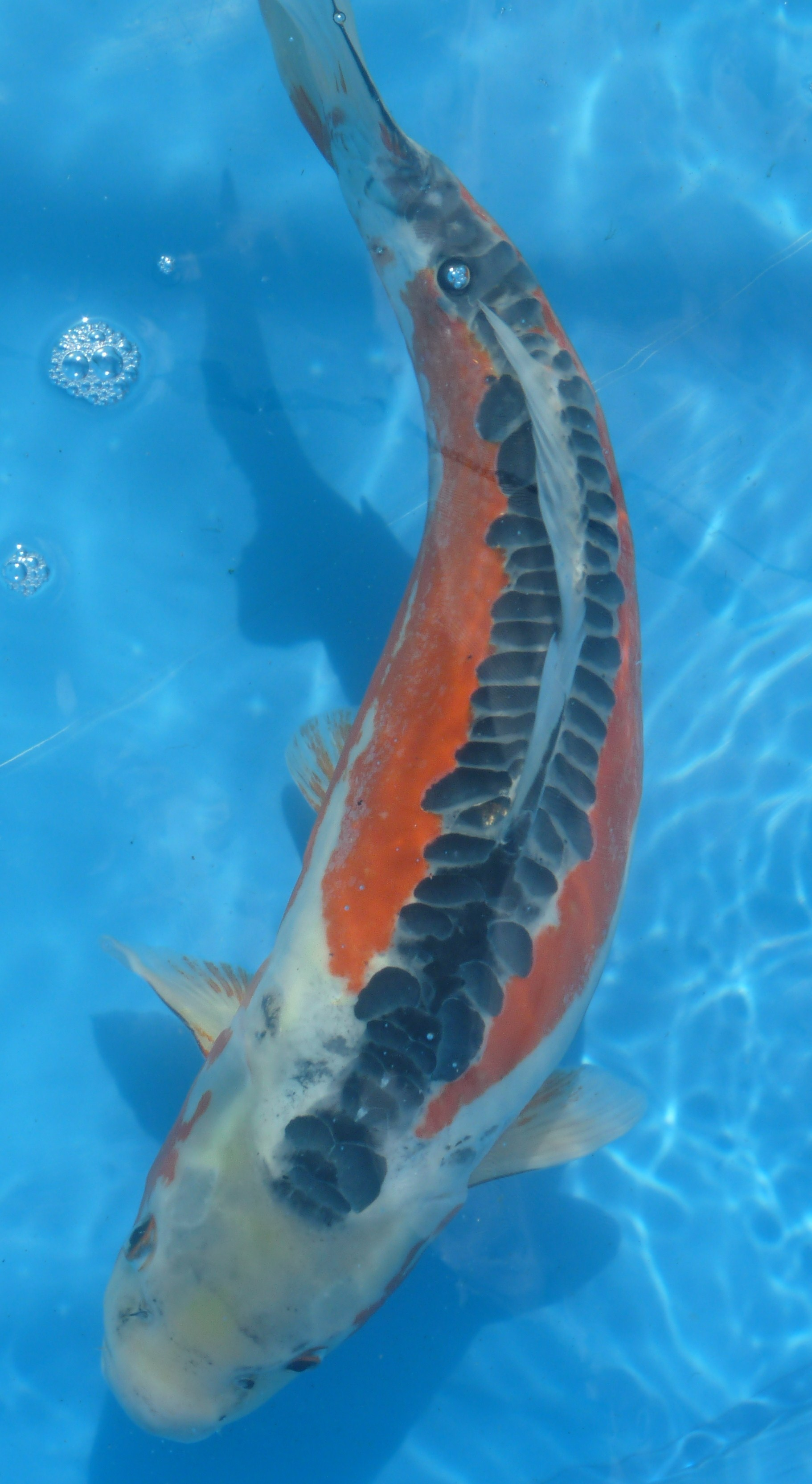
Koi Shusui

De Shusui is een Koi die in vijvers gehouden wordt. Het gaat hier over de bijna schubloze vorm van de Asagi, dus eigenlijk een Doitsu Asagi. 
De wetenschappelijke benaming is;  Cyprinus carpio "SHUSUI" 
Midden over de rug lopen twee rijen donkerblauwe schubben, in een mooi gelijkmatig patroon aan weerszijden van de rugvin.
Op de flanken kunnen ook schubben voorkomen, maar dit is geen vereiste. Indien wel aanwezig, dan geldt ook hier dat deze ook netjes gerangschikt in een mooi patroon langs de zijlijn liggen.
Voor de Shusui gelden dezelfde eisen als voor de Asagi met betrekking tot het blauw en rood.

## Subvariëteiten
Shusui, waarbij het rood vanaf de buik heel ver omhoog komt tot aan de rugvin noemen we een Hi Shusui, als dit geen rood maar geel is wordt deze een Ki Shusui genoemd.